# أليكس أبيلا
أليكس أبيلا (بالإنجليزية: Alex Abella)‏ (1950، هافانا في كوبا)؛ صحفي، كاتب وروائي كوبي-أمريكي. درس في جامعة كولومبيا.